# Salak (Vulkan)
Der Salak ist ein 2211 Meter hoher Stratovulkan in der Provinz Jawa Barat auf der indonesischen Insel Java. Er entstand am Nordostende einer Reihe älterer, erodierter Vulkane. Im Gipfelbereich sind zwei Krater vorhanden, mehrere Nebenkrater befinden sich am Südösthang und am nördlichen Fuß. In historischer Zeit kam es mehrfach zu phreatischen Explosionen in einem Gebiet von Solfataren am Westhang des Salak. Die letzte Eruption war 1938. Die zur Metropolregion Jakarta zählende Großstadt Bogor liegt rund 15 Kilometer nordnordöstlich des Salak. Der Berg ist Teil des Nationalpark Gunung Halimun.

## Herkunft des Namens

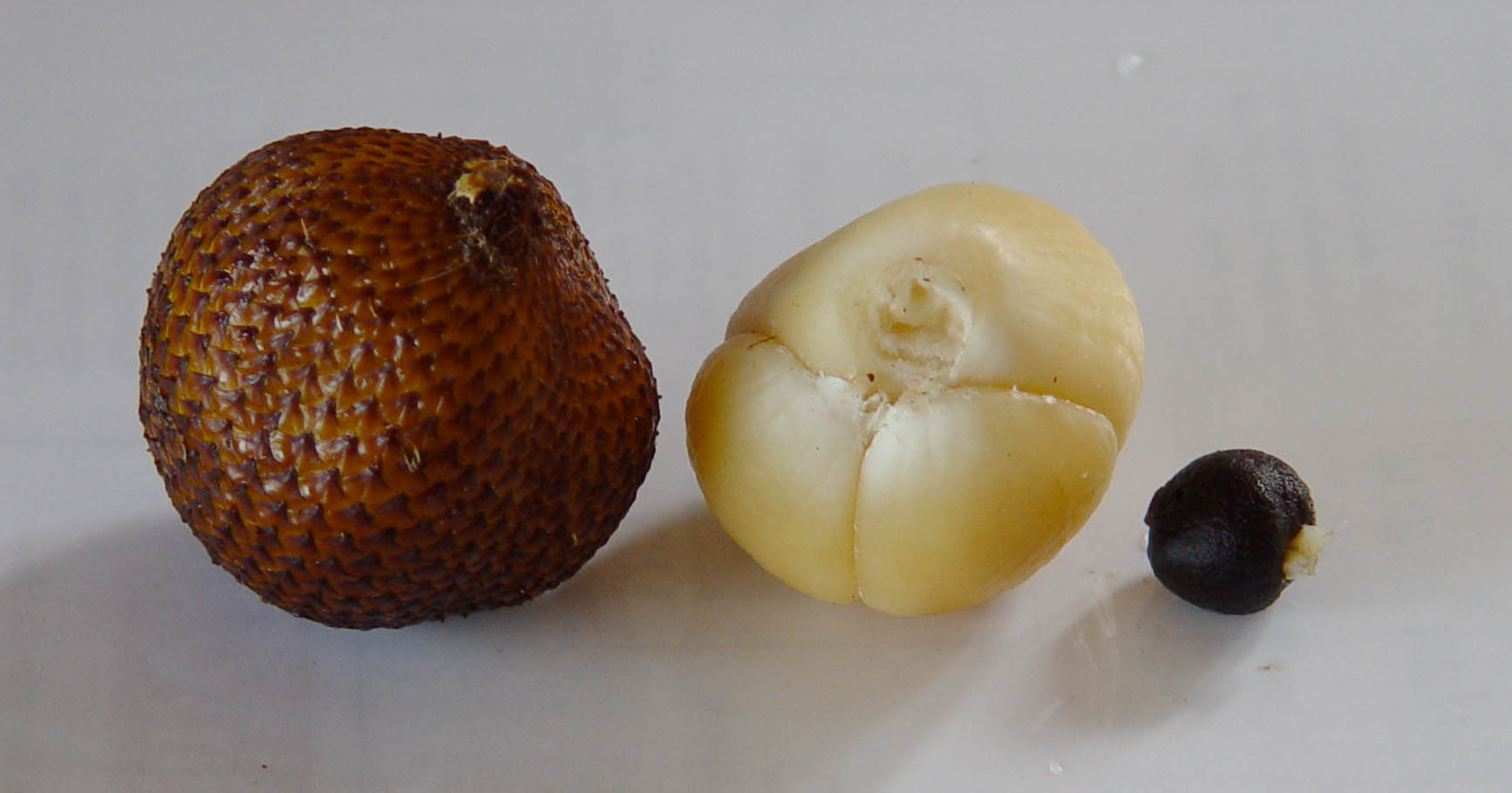
Salak-Frucht der Salakpalme.

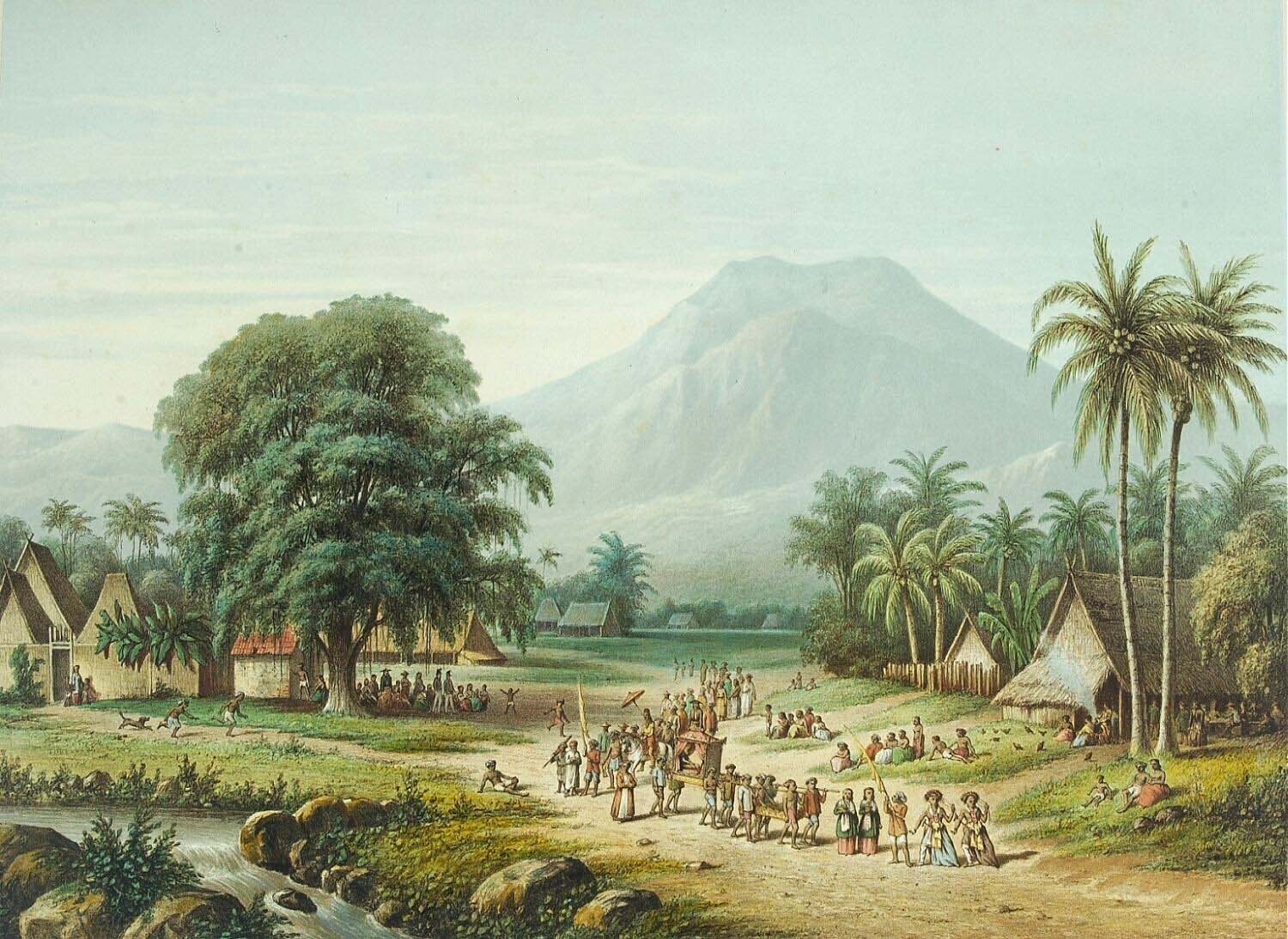
Historische Lithografie des Salak.

Dem Volksglauben zufolge stammt der Name „Salak“ von der gleichnamigen Frucht der Salakpalme, einer tropischen Frucht mit schuppiger Haut.
Nach der sundanesischen Tradition wurde der Name aus dem Sanskrit-Wort „Salaka“ abgeleitet, was 'Silber' bedeutet. Der Begriff „Gunung“ wird in der indonesischen Sprache allgemein als zusätzliche Bezeichnung von Bergen eingesetzt. Infolge lautet der Name „Gunung Salak“ übersetzt „Silber-Berg“.

## Flugzeugunfälle
Der Gunung Salak wurde in den regionalen Zeitungen bereits als „Flugzeugfriedhof“ bezeichnet. Als Gründe für die vielen Abstürze in dieser Region werden starke Turbulenzen und sich schnell ändernde Wetterbedingungen in dem bergigen Gelände genannt. In der Zeit zwischen 2002 und 2012 gab es acht Flugzeugabstürze in der Region des Gunung Salak. Kurze Zeit vor dem letzten Absturz am 9. Mai 2012 starben drei Personen beim Absturz im Rahmen eines Ausbildungsfluges, 18 Menschen starben bei einem Absturz eines Militärflugzeug der indonesischen Luftwaffe im Jahr 2008, fünf Menschen starben bei einem Flugzeugabsturz im Juni 2004, zwei Personen wurden bei einem Absturz im April 2004 getötet, sieben Personen starben bei einem Flugzeugunfall im Oktober 2003 und eine Person wurde durch einen Absturz im Oktober 2002 getötet.
Zuletzt starben am 9. Mai 2012 bei einem Flugzeugunglück eines russischen Testfluges 45 Personen. Die weit verstreuten Trümmer eines Flugzeugs vom Typ Suchoi Superjet 100 wurden am Hang des Vulkans gefunden.